# Amobia oculata
Amobia oculata är en tvåvingeart som först beskrevs av Zetterstedt 1844.  Amobia oculata ingår i släktet Amobia och familjen köttflugor. Arten är reproducerande i Sverige. Inga underarter finns listade i Catalogue of Life.